# Ahawi Amal Imani
Amal Imani', née le 19 juillet 1981, est une lutteuse marocaine.

## Carrière
Évoluant dans la catégorie des moins de 51 kg, elle est médaillée d'or aux championnats d'Afrique 1998, médaillée d'argent aux championnats d'Afrique 2000 et médaillée de bronze aux championnats d'Afrique 2001. Arbitre international catégorie I 
Entraîneur diplômé BPJPS .  
Coach sportif diplômé fitness. 